# 乔恩·洛伊尔
乔恩·洛伊尔（英語：Jon Leuer，1989年5月14日—），美国NBA联盟的职业篮球运动员。他在2011年的NBA选秀中第2轮第40顺位被密尔沃基雄鹿选中。